# I Am Number Four: The Lost Files: Six's Legacy
I Am Number Four: The Lost Files: Six's Legacy è un romanzo del 2011 di James Frey e Jobie Hughes (entrambi scrivono con lo pseudonimo "Pittacus Lore").
L'opera fa parte della serie di fantascienza Lorien Legacies ed è un prequel del romanzo Sono il Numero Quattro (2010).
Il libro, pubblicato il 26 luglio 2011, è destinato al mercato eBook.

## Trama
Prima di incontrare il Numero Quattro, il Numero Sei viaggiava per il Texas con la sua Cêpan, Katarina; quello che accade segnerà Sei per sempre.